# Mark Forde
Pour les articles homonymes, voir Forde (homonymie).
Mark Forde, né le 3 octobre 1964, est un ancien arbitre de football de la Barbade des années 1990 et 2000.

## Carrière
Il a officié dans une compétition majeure : 
- Gold Cup 1993 (1 match)